# William Sigei
William Cheruiyot Sigei (* 11. Oktober 1969 in Chebeing’o Village, Kapsimotwo, Bomet County, Provinz Rift Valley) ist ein ehemaliger kenianischer Langstreckenläufer. 
Nach einem achten Platz bei den Crosslauf-Weltmeisterschaften 1992 in Boston wurde Sigei in den Jahren 1993 und 1994 Weltmeister im Crosslauf. 1993 in Amorebieta (Spanien) belegte Kenia die ersten fünf Ränge. Bei seiner Titelverteidigung im Jahr 1994 führte die Strecke in Budapest am Donauufer entlang. Es herrschten dabei für den Keniaten äußerst ungewohnte Temperaturen von unter null Grad.
Nachdem er bei den Leichtathletik-Weltmeisterschaften 1993 nur Zehnter im 10.000-Meter-Lauf geworden war (28:54,39 min), folgte als Karrierehöhepunkt im Sommer 1994 der Weltrekord: Am 22. Juli 1994 lief Sigei bei den Bislett Games in Oslo die 10.000 Meter in 26:52,23 min. Damit verbesserte er den Weltrekord seines Landsmannes Yobes Ondieki, der ein Jahr zuvor an gleicher Stelle als erster Mensch die 27-Minuten-Marke unterboten hatte.  
Nach diesem Höhepunkt konnte Sigei nicht mehr an diesem Erfolg anknüpfen. Erwähnenswert ist noch eine Zeit von 13:31 min über 5000 Meter aus dem Jahr 1996.
William Sigei hatte bei einer Größe von 1,78 m ein Wettkampfgewicht von 57 kg. Er ist verheiratet und hat drei Kinder, die ältesten sind Zwillinge (geboren 1996).